# Lecanora valesiaca
Lecanora valesiaca är en lavart som först beskrevs av Johannes Müller Argoviensis, och fick sitt nu gällande namn av Stizenb. Lecanora valesiaca ingår i släktet Lecanora och familjen Lecanoraceae.   Inga underarter finns listade i Catalogue of Life.